# Anthrenoides
Anthrenoides is een geslacht van vliesvleugeligen uit de familie Andrenidae. De wetenschappelijke naam werd voor het eerst geldig gepubliceerd in 1907 door Ducke.

## Soorten
- A. admirabilis Urban, 2005
- A. affinis Urban, 2007
- A. albinoi Urban, 2005
- A. alvarengai Urban, 2007
- A. antonii Urban, 2005
- A. araucariae Urban, 2005
- A. atriventris (Schrottky, 1907)
- A. bocainensis Urban, 2007
- A. caatingae Urban, 2006
- A. cearensis Urban, 2006
- A. corrugatus Urban, 2005
- A. cyphomandrae Urban, 2005
- A. deborae Urban, 2006
- A. densopunctatus Urban, 2005
- A. digitatus Urban, 2007
- A. elegantulus Urban, 2005
- A. falsificus Urban, 2007
- A. faviziae Urban, 2005
- A. flavifrons (Vachal, 1909)
- A. flavomaculatus Urban, 2007
- A. glossatus Urban, 2007
- A. guarapuavae Urban, 2005
- A. guttulatus Urban, 2005
- A. jordanensis Urban, 2007
- A. labratus Urban, 2007
- A. langei Urban, 2005
- A. lavrensis Urban, 2007
- A. magaliae Urban, 2005
- A. meloi Urban, 2005
- A. meridionalis (Schrottky, 1906)
- A. micans Urban, 1995
- Anthrenoides nigrinasis (Vachal, 1909)[2][3]
- A. nordestinus Urban, 2006
- A. ornatus Urban, 2005
- A. palmeirae Urban, 2005
- A. paolae Urban, 2005
- A. paranaensis Urban, 2005
- A. petrolinensis Urban, 2006
- A. petuniae Urban, 2005
- A. pinhalensis Urban, 2005
- A. politus Urban, 2005
- A. reticulatus Urban, 2005
- A. rodrigoi Urban, 2005
- A. santiagoi Urban, 2005
- A. serranicola Urban, 2005
- A. wagneri (Vachal, 1909)
- A. zanellai Urban, 2005